# Waldkirchen (powiat Freyung-Grafenau)
Waldkirchen – miasto w Niemczech, w kraju związkowym Bawaria, w rejencji Dolna Bawaria, w regionie Donau-Wald, w powiecie Freyung-Grafenau. Leży w Lesie Bawarskim, około 10 km na południowy wschód od Freyung, nad rzeką Erlau, przy linii kolejowej Freyung – Pasawa oraz Pasawa - Jandelsbrunn, około 18 km od granicy niemiecko-czesko-austriackiej.
Waldkirchen jest największym i najmłodszym miastem w powiecie. Prawa miejskie miejscowość otrzymała w 1972.

## Współpraca
Miejscowości partnerskie:
- Serrara Fontana, Włochy
- Volary, Czechy

## Zabytki
- Muzeum Goldener Steig
- Muzeum Emerenza Meiera
- wybudowany w latach 1857–1861 według planów Leonharda Schmidtnera kościół pw. św. Piotra i Pawła (St. Peter und Paul). Często nazywany "Katedrą Lasu Bawarskiego" ("Bayerwald-Dom")
- wwangelicki kościół Wybawienia (Erlöserkirche) przy ulicy Jandelsbrunner Straße, wybudowany w 1955.
- rokokowa kaplica, wybudowana w 1756.
- mury miejskie, wybudowane w latach 1460–1470, 10 wież i 2 bramy

## Osoby urodzone w Waldkirchen
- Emerenz Meier - pisarz
- Heinrich Schmidhuber – polityk, działacz piłkarski